# SAIFAM
SAIFAM — итальянский лейбл звукозаписи, основанный в 1981 году Мауро Фариной и Джулиано Кривелленте под названием «Factory Sound Studio».
В 1980-е годы многие продюсеры вступили в SAIFAM, что укрепило позиции лейбла в мире, особенно в странах Юго-Восточной Азии, Европы и Японии. Фарина и Кривелленте создали стиль «Japanese High-Energy» (японское Hi-NRG).
В 1988 году SAIFAM создали дочерний лейбл «Asia Records», который в 1996 году слился с SAIFAM Music Group. Через несколько лет началось приобретение и других лейблов, включая собственные лейблы Фарины. В настоящее время SAIFAM владеет 32 лейблами и 6 студиями.
В 1998 году Джулиано Кривелленте покинул SAIFAM.